# Poejo
Mentha pulegium, comummente conhecida como poejo (também grafada poêjo e poejos) , é uma das espécies mais conhecidas do género Mentha, pertencendo à família Lamiaceae, é uma planta perene cespitosa de raízes rizomatosas que cresce bem em locais húmidos ou junto de cursos fluviais, onde pode ser encontrada selvagem entre gramíneas e outras plantas.

## Nomes comuns
Dá ainda pelos seguintes nomes comuns: pojo, hortelã-dos-Açores. e hortelã-pimenta-mansa

## Descrição
O poejo pode medir entre 15 a 40 centímetros de altura, trata-se de uma planta robusta, que tanto pode assumir uma orientação prostrada como ascendente.  As raízes são laterais na base.
Os seus erectos talos quadrangulares, muito ramificados, podem chegar a medir entre 30 a 40 cm. As folhas são pecioladas, de podendo assumir um formato lanceolado, elíptico ou obovado, além disso são ligeiramente dentadas, e exibem uma coloração entre o verde-médio e o verde-escuro. Dispõem-se opostamente ao longo dos talos.
As diminutas flores, de corola rosada, dispõe-se em verticilastros multifloros, pelo que nascem agrupadas em densas inflorescências globosas.

## Distribuição
Encontra-se em todo o continente europeu, salvo no Norte da Europa. Tem presença ao longo de toda a Orla Mediterrânea.

### Portugal
Trata-se de uma espécie presente em todo território português, nomeadamente em Portugal continental, em todas as zonas, no arquipélago da Madeira e no arquipélago dos Açores.
Em termos de naturalidade, é nativa dos territórios supra referidos.

### Ecologia
Trata-se de uma espécie rupícola, com predileção por bouças e veigas húmidas, em barrocas, na orla cursos de água, aguaçais, lagos e outros espaços temporariamente madeficados ou anegados, amiúde azotados. Privilegia os solos de substracto ácido, pautados pela humidade edáfica, seja ela permanente ou não.

## Utilidade

### Farmacologia

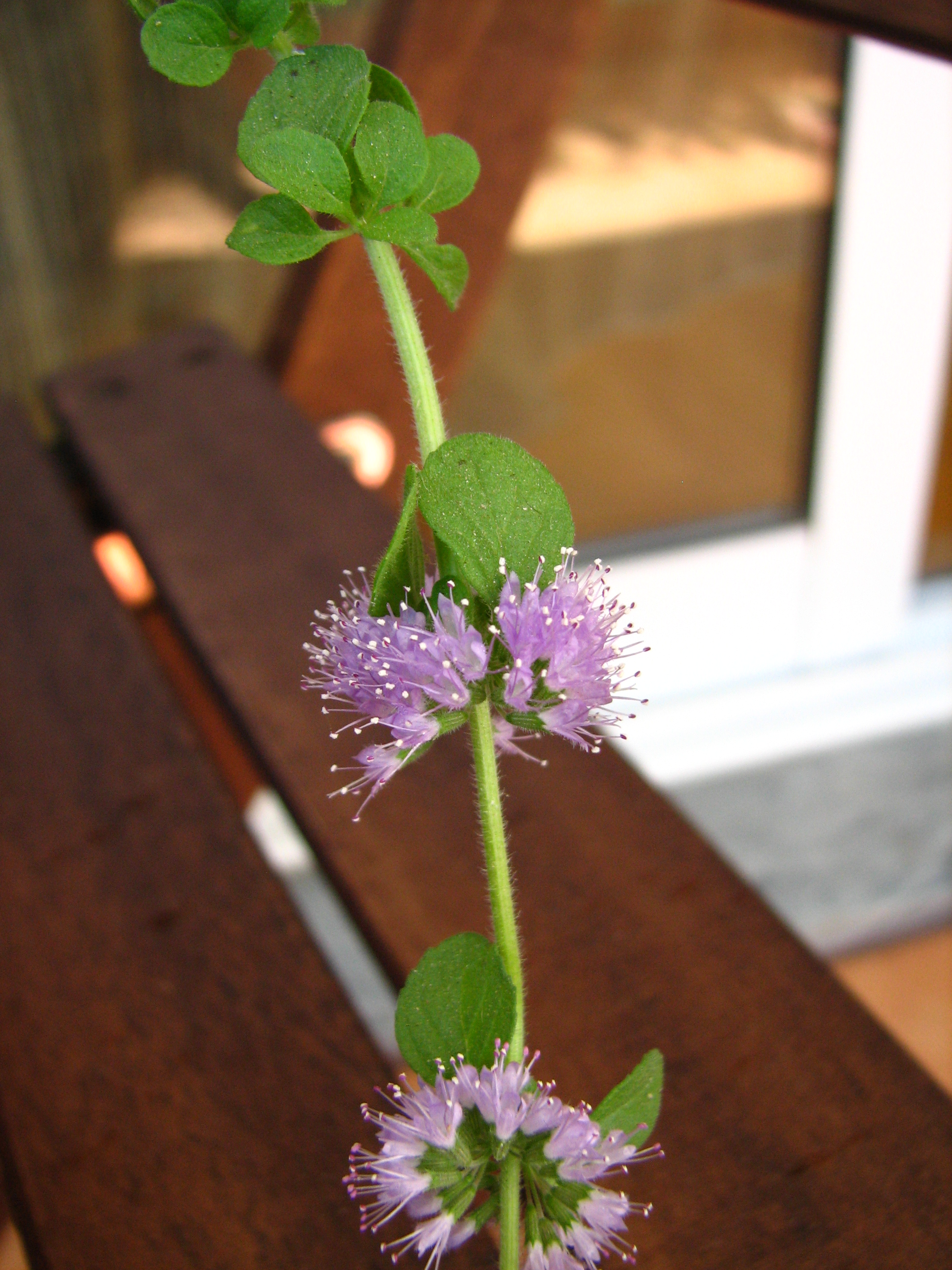

Esta planta aromática, de crescimento espontâneo, é conhecida há séculos em todo o Mediterrâneo e Ásia ocidental pelas suas propriedades carminativas, relaxantes e até como emenagoga quando tomada em infusão. Por extração de um óleo essencial, também pode ser usada em aromaterapia.
Em sede da medicina tradicional, são-lhe atribuídas propriedades; expectorantes, contra a gripe, tosse crónica, resfriados, bronquite e asma; calmantes ou relaxantes, para o sistema nervoso; antisépticas; cicatrizantes, usada como unguento tópico para tratar inflamações cutâneas; colagogas e espasmolíticas. Tendo, dessarte, sido usada na história de Portugal na confecção de mezinhas para combater constipações, insónias, dores reumáticas, acidez do estômago, disquinesia hepatobiliar e enjoos

### Culinária
Em Portugal é usada na culinária, para fazer infusões, licores e molhos, principalmente no Sul do país.

### Outros usos
No âmbito da cosmética, sói de ser usada na preparação de loções e cremes faciais, pelas suas propriedades cicatrizantes.
Mercê das suas propriedades tóxicas, seja dos óleos naturais que dela se podem extrair, seja do fumo resultante da combustão das folhas, também é usada na preparação de fungicidas e insecticídas.

### Toxicologia

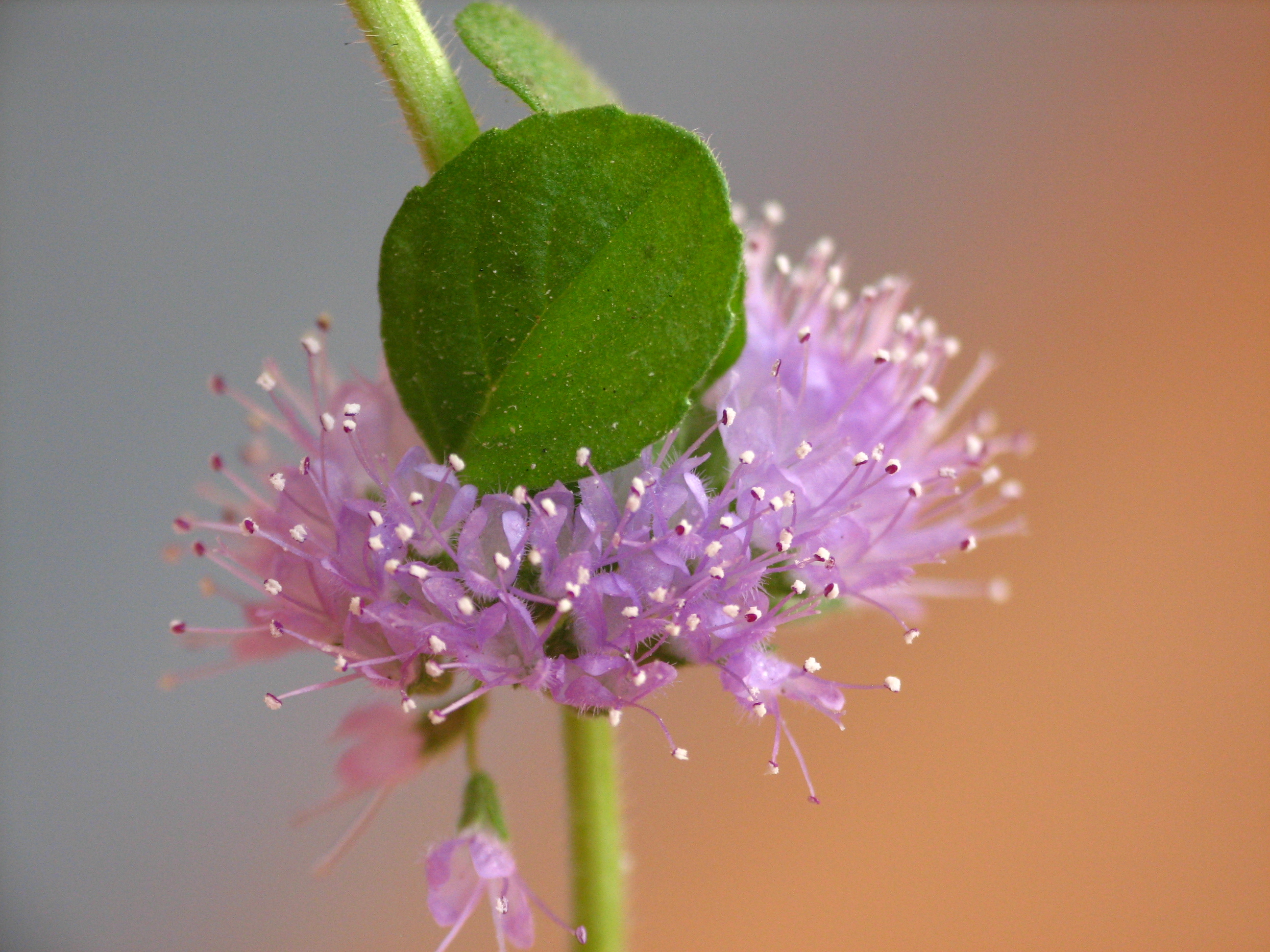

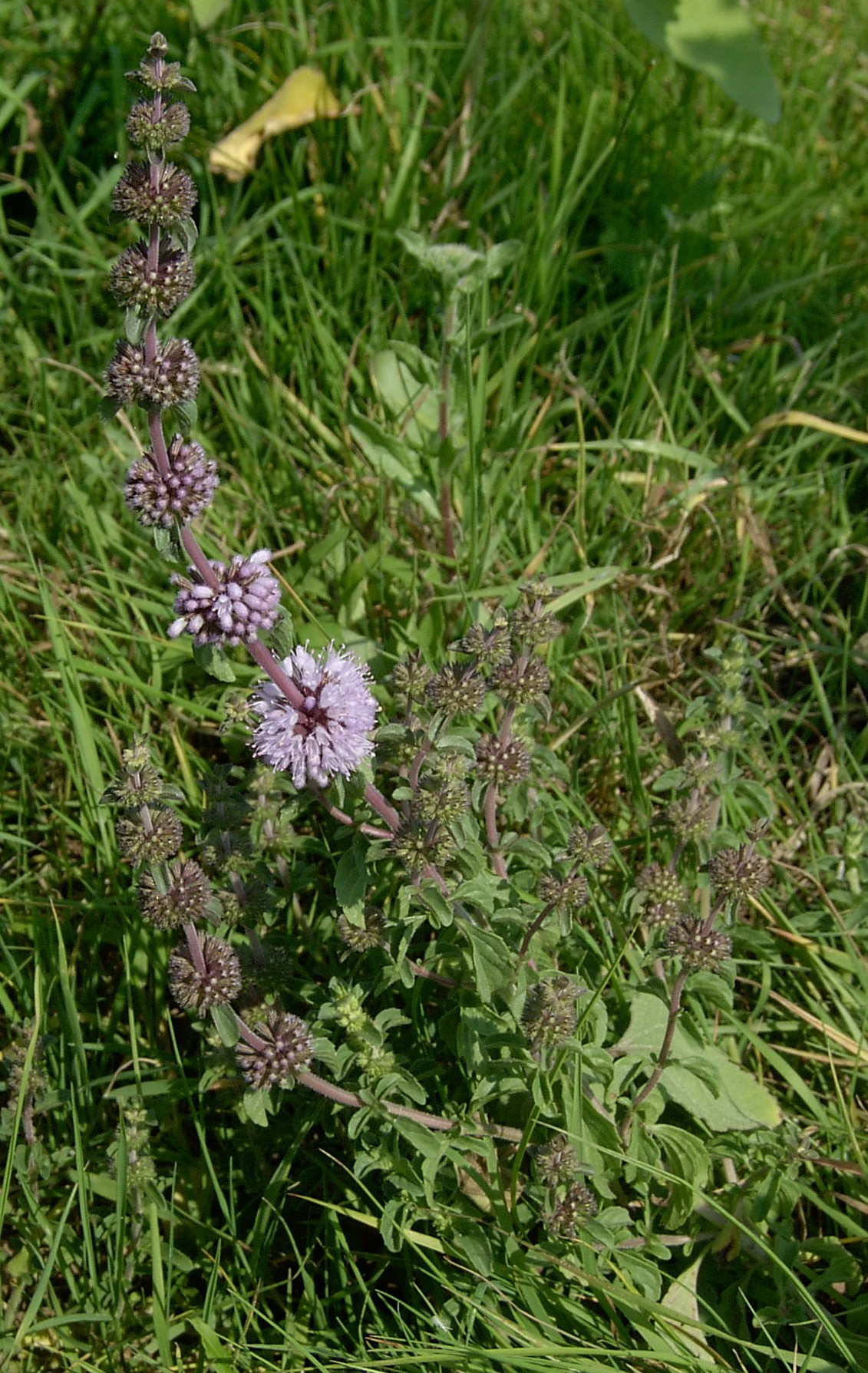

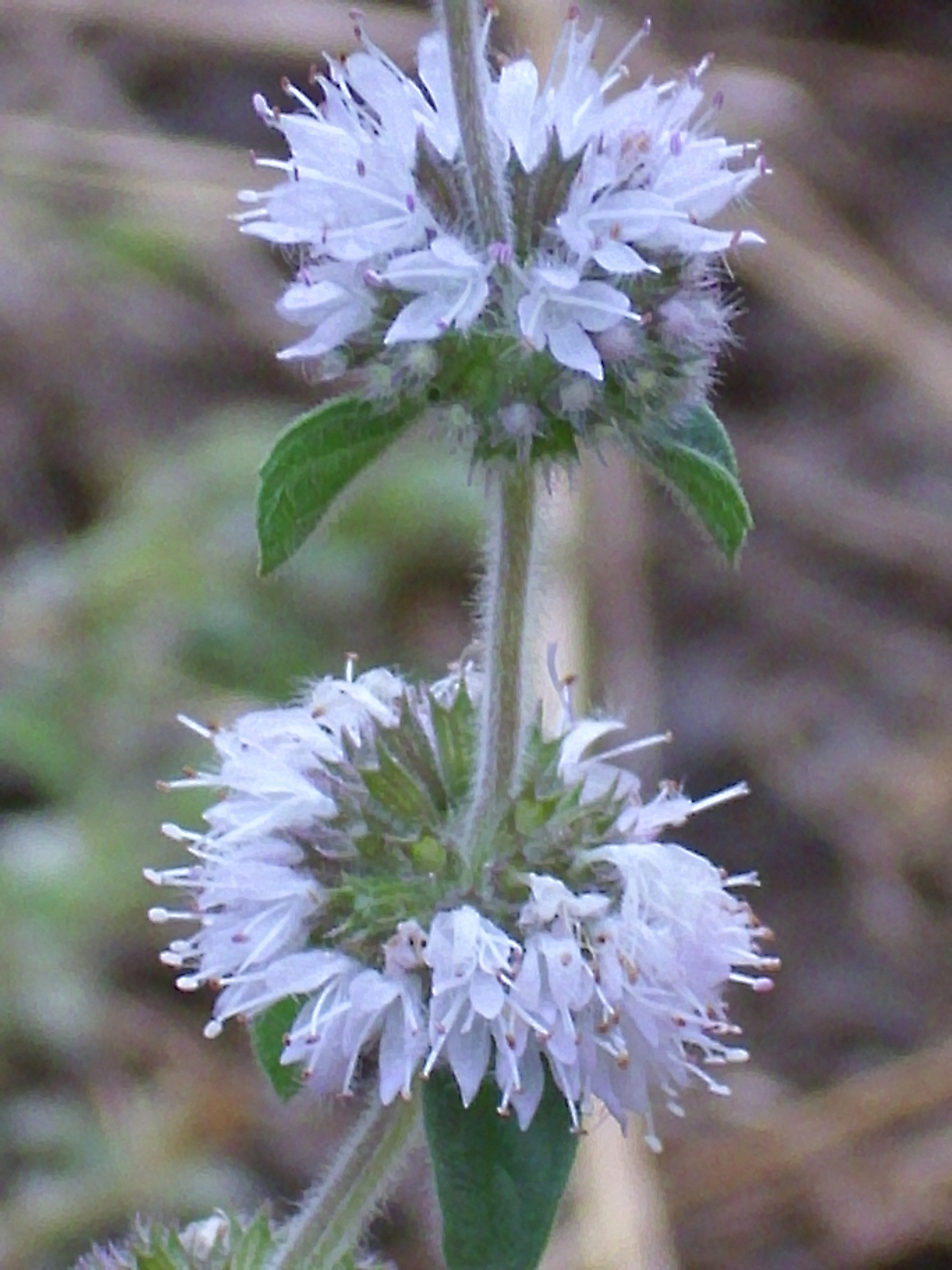
Flores

É de notar que o óleo essencial do poejo é venenoso (é uma substância hepotóxica), sendo especialmente perigoso para as grávidas pois pode causar o aborto. Nos cozinhados deve, pois, ser usado em moderação e evitado completamente pelas grávidas. O poejo é dotado dos seguintes compostos químicos: 3-Octanol, isomentona, limoneno (α-limoneno), mentona e pulegona

## Curiosidades
Na Nova Inglaterra, é conhecido como folha da bíblia.
A banda Nirvana possui uma música chamada Pennyroyal Tea, que em uma tradução livre significa "chá de poejo".

## Taxonomia
A Mentha pulegium foi descrita por Carlos Linneo e publicada na Species Plantarum 2: 577. 1753.

### Etimologia
No que toca ao nome genérico: Mentha, este provém do latim mintha, o qual, por seu turno, advém do nome grego da ninfa Minta associada ao rio Cócito, amante de Plutão e que foi transformada em planta por Proserpina.
Quanto ao epíteto específico: pulegium, este deriva do étimo latino pulex, que significa «pulga», devendo-se tal alusão ao antigo costume de queimar poejo no interior das casas para repelir estes insectos.
O nome comum «poejo», por seu turno, advém exactamente do étimo pulegĭu, deturpação do baixo-latim do étimo latino pulegium, sempre em alusão às propriedades espulgantes desta planta.

### Sinonímia
- Pulegium vulgare Mill. 1768
- Melissa pulegium (L.) Griseb. 1844
- Minthe pulegia (L.) St.-Lag. 1880
- Mentha exigua L. 1756
- Pulegium erectum Mill. 1768
- Mentha aromatica Salisb. 1796
- Mentha gibraltarica Willd. 1809
- Mentha tomentella Hoffmanns. & Link 1809
- Mentha tomentosa Sm. in Rees 1812
- Thymus bidentatus Stokes 1812
- Pulegium aromaticum Gray 1821
- Pulegium heterophyllum Opiz ex Boenn. 1824
- Pulegium pubescens Opiz ex Boenn. 1824
- Pulegium tomentellum C.Presl 1826
- Mentha pulegioides Dumort. 1827
- Mentha montana Lowe ex Benth. in A.DC. 1848
- Mentha tomentosa var. villosa Benth. in A.DC. 1848
- Micromeria dalmatica Fenzl 1856, nom. illeg.
- Pulegium micranthum Claus 1856
- Micromeria fenzlii Regel 1866
- Pulegium tomentellum f. erianthum Pérard 1870
- Pulegium tomentellum f. ninimum Pérard 1870
- Pulegium vulgare f. algeriense Pérard 1870
- Pulegium vulgare f. hirsutum Pérard 1870
- Pulegium vulgare f. incanum Pérard 1870
- Pulegium vulgare f. linearifolium Pérard 1870
- Pulegium vulgare f. nummulariuoides Pérard 1870
- Pulegium vulgare f. serratum Pérard 1870
- Mentha aucheri Pérard 1878
- Pulegium pulegium H.Karst. 1886
- Mentha albarracinensis Pau 1887
- Mentha hirtiflora Opiz ex Heinr.Braun 1890
- Mentha subtomentella Heinr.Braun 1890
- Mentha subtomentella var. ceplaloniae Heinr.Braun 1890
- Mentha subtomentella var. humillima Heinr.Braun 1890
- Mentha subtomentella var. microphylla (Friv.) Heinr.Braun 1890
- Mentha daghestanica Boriss. 1954
- Pulegium daghestanicum (Boriss.) Holub 1977
- Micromeria maritima Yild. 2006[22]